# Julien Fouchard
Julien Fouchard (* 20. August 1986) ist ein ehemaliger französischer Radrennfahrer.

## Sportliche Laufbahn
Julien Fouchard gewann 2008 den Circuit du Morbihan und die dritte Etappe der Tour Nivernais Morvan nach Nivers. Außerdem wurde er Dritter bei dem Eintagesrennen Redon-Redon. Im Herbst belegte Fouchard bei der U23-Austragung von Paris–Tours den dritten Platz hinter Tony Gallopin. Bei dem Einzelzeitfahren Chrono des Nations entschied er das Rennen der U23-Klasse für sich. 2009 gewann er die Tour de Bretagne. 2014 beendete er seine Radsportlaufbahn.

## Erfolge
2008
- Chrono des Nations (U23)

2009
- Gesamtwertung und eine Etappe Tour de Bretagne

## Grand-Tour-Platzierungen
| Grand Tour            | 2010 | 2011 | 2012 |
| --------------------- | ---- | ---- | ---- |
| Giro d’ItaliaGiro     | 119  | –    | –    |
| Tour de FranceTour    | –    | –    | 149  |
| Vuelta a EspañaVuelta | –    | 136  | –    |

## Teams
- 2009 Cofidis, le Crédit en Ligne (Stagiaire)
- 2010 Cofidis, le Crédit en Ligne
- 2011 Cofidis, le Crédit en Ligne
- 2012 Cofidis, le Crédit en Ligne
- 2013 Cofidis, Solutions Crédits
- 2014 Cofidis, Solutions Crédits